# Myrmoborus lugubris
El hormiguero lúgubre (Myrmoborus lugubris), también denominado hormiguero pechicenizo (en Colombia) u hormiguero de pecho ceniza (en Perú), es una especie de ave paseriforme de la familia Thamnophilidae perteneciente al género Myrmoborus. Es nativo de la cuenca amazónica en Sudamérica.

## Distribución y hábitat

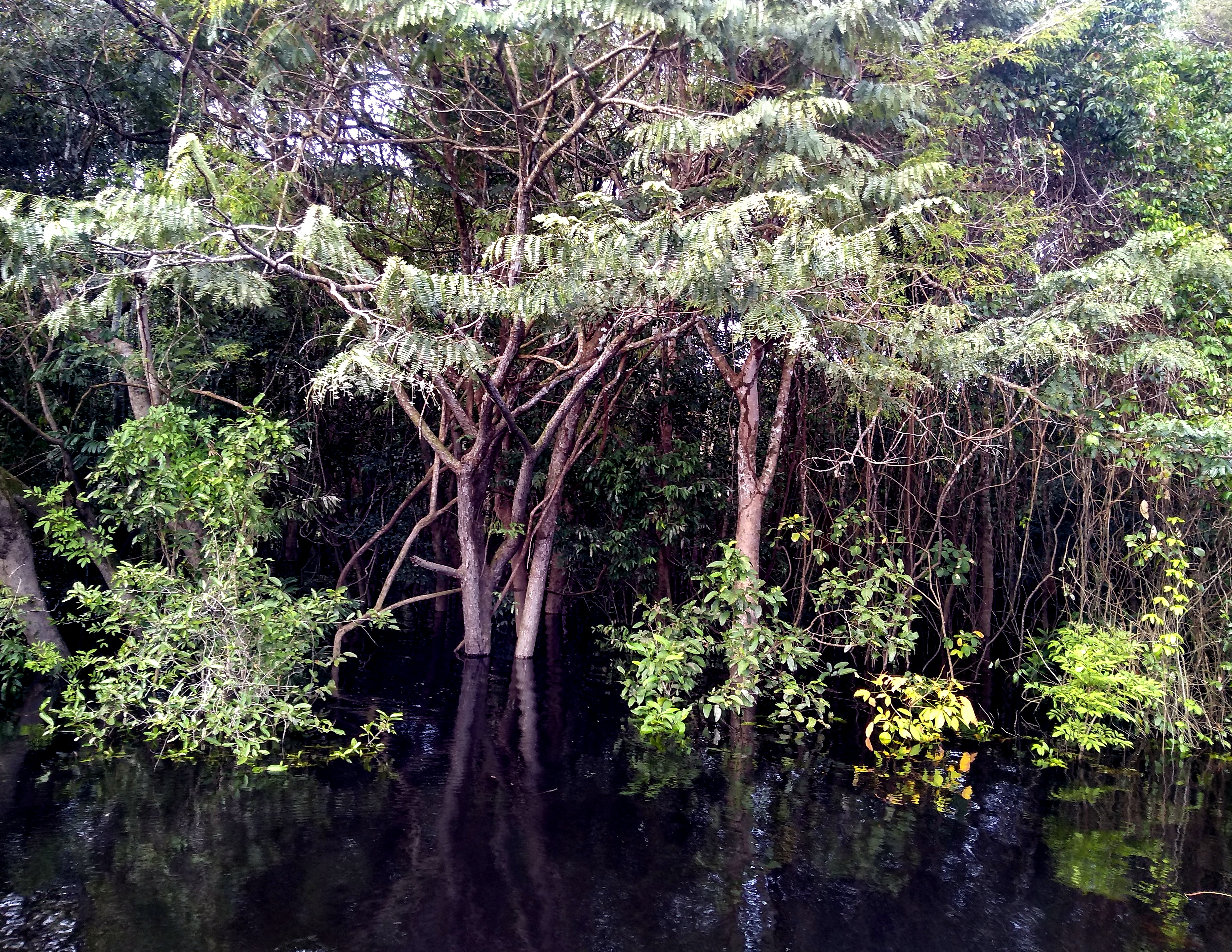
Várzea del río Negro en el archipiélago de Anavilhanas, ejemplo de ambiente preferido de la especie.

Se distribuye de forma fragmentada a lo largo del río Amazonas y algunos pocos de sus afluentes en Brasil, Colombia, Ecuador y Perú. Ver más detalles en Subespecies.
Esta especie es localmente bastante común en el sotobosque de bosques de várzea y riparios hasta los 200 m de altitud.

## Estado de conservación
El hormiguero lúgubre ha sido calificado como «vulnerable» por la Unión Internacional para la Conservación de la Naturaleza (IUCN) debido a la presunción de que su población, todavía no cuantificada, irá a reducirse rápidamente a lo largo de las próximas tres generaciones con base en modelos de deforestación de la cuenca amazónica, y a su dependencia de hábitats de selvas primarias.

## Sistemática

### Descripción original
La especie M. lugubris fue descrita por primera vez por el ornitólogo alemán Jean Cabanis en 1847 bajo el nombre científico Myrmonax lugubris; localidad tipo «sin localidad = probablemente Pará (Belém?), Brasil».

### Etimología
El nombre genérico masculino «Myrmoborus» deriva del griego «murmos»: hormiga y «borus»: devorar, significando «devorador de hormigas»;  y el nombre de la especie «lugubris», del latín: lúgubre, de luto.

### Taxonomía
Las subespecies stictopterus y femininus, con distribuciones geográficas que se interponen entre la nominal y berlepschi, aparentemente también son fenotípicamente intermediarias entre estas; la situación taxonómica de las mismas precisa de revisión.

### Subespecies
Según la clasificación del Congreso Ornitológico Internacional (IOC) y Clements Checklist v.2017, se reconocen cuatro subespecies, con su correspondiente distribución geográfica:
- Myrmoborus lugubris berlepschi (Hellmayr, 1910) – este de Ecuador (extremo este de Orellana), noreste de Perú (Loreto) y extremo oeste de la Amazonia brasileña (río Solimões al este hasta Tonantins).
- Myrmoborus lugubris stictopterus Todd, 1927 – centro de la Amazonia brasileña (bajo río Branco, bajo río Negro y alrededores del Solimões).
- Myrmoborus lugubris femininus (Hellmayr, 1910) – bajo río Madeira, en el centro sur de la Amazonia brasileña.
- Myrmoborus lugubris lugubris (Cabanis, 1847) – río amazonas , desde el Madeira hacia el este hasta la bahía de Guajará (centro este de Amazonas, centro norte de Pará).